# Tågaborg

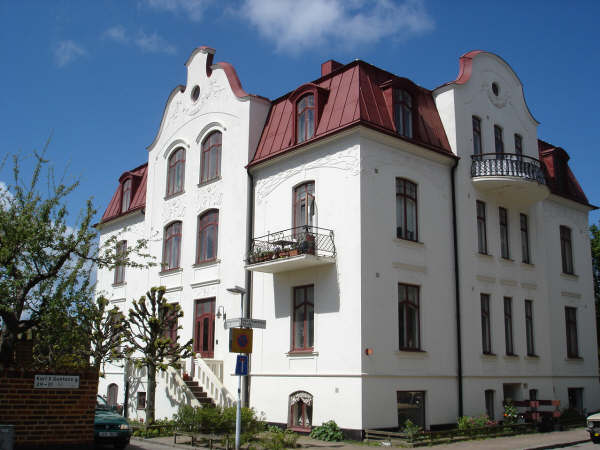
Flerbostadsvilla vid Karl X Gustavs gata.

Tågaborg är en stadsdel i den nordliga delen av Helsingborg. Stadsdelen har fått sitt namn av landeriet Tågabackens huvudbyggnad Villa Tågaborg, som tidigare legat på platsen. Den 31 december 2020 hade de två statistikområden som motsvarar Tågaborg en sammanlagd befolkning på 8 068 invånare.
På Tågaborg finns en grundskola (årskurs 1-6 och ett högstadium (årskurs 7-9) som heter Tågaborgsskolan. Den förmodligen mest kända gatan som går genom Tågaborg är Tågagatan. Det var i Tågaborg som Harriet Löwenhjelm föddes och växte upp.

## Stadsbild
Området är beläget ovanför landborgsbranten, vilket möjliggör en vacker utsikt över Öresund. Längs hela landborgen ligger det därför flera stora patriciervillor, flera av dem är från förra sekelskiftet, men det finns även ett antal nyare byggnader. Även i områdets sydligaste del, vid Hälsobackens ravin, ligger ett antal större villor. Bland de mest påkostade villorna kan nämnas Villa Hevea, byggt av disponent Henry Dunker, Villa Wingårdh, Vikingsberg, Villa Lindhaga och Villa Hälsolid. Längs Tågagatans västra del och mellan Pålsjögatan och Karl X Gustavs gata är bebyggelsen däremot mer stadsmässig med flerfamiljshus, mestadels från tidigt 1900-tal. På en del ställen i den här delen av området ligger det villor mitt bland flerbostadshuset. Detta eftersom tomterna först var tänkta som villatomter, men sedan gjordes om till flerbostadshustomter och de villor som nu står kvar har helt enkelt inte blivit ersatta med flerbostadshus. Öster om Pålsjögatan ligger ytterligare ett villaområde i form av en trädgårdsstad från förra sekelskiftet, dock är villorna här inte lika utsvävande som de med sundsutsikt. Noterbara inslag i stadsbilden är även de engelskinspirerade radhus i helsingborgstegel, som ligger längs med Påljsögatan i kvarteren Tången och Hagtornet i söder samt kvarteret Merkurius i norr.
Stadsdelen avgränsas av Vikingsbergsparken och Kopparmölleparken i söder och Pålsjö skog i norr. De två grönområdena binds samman av landborgspromenaden, vilken löper genom hela staden och förbinder några av de mest populära parkerna. Mindre grönområden i området är Pilvångsplatsen och Magnus Stenbocks plats.
Många av gatorna har fått namn efter svenska härförare, t.ex. Karl X Gustav, Erik Dahlbergh och Carl Gustaf Wrangel. Andra gator är uppkallade efter svenska författare t.ex. F M Franzén, Carl Mikael Bellman och Karl August Nicander. Gatan Öresundsgatan, som skulle legat på kanten av landborgen, blev dock aldrig av, utan har istället blivit platsen för landborgspromenaden. Andra betydande gator är Tågagatan, som sträcker sig genom stadsdelen från väst till öst och Pålsjögatan, som går från söder till norr genom hela stadsdelen.

### Bildgalleri

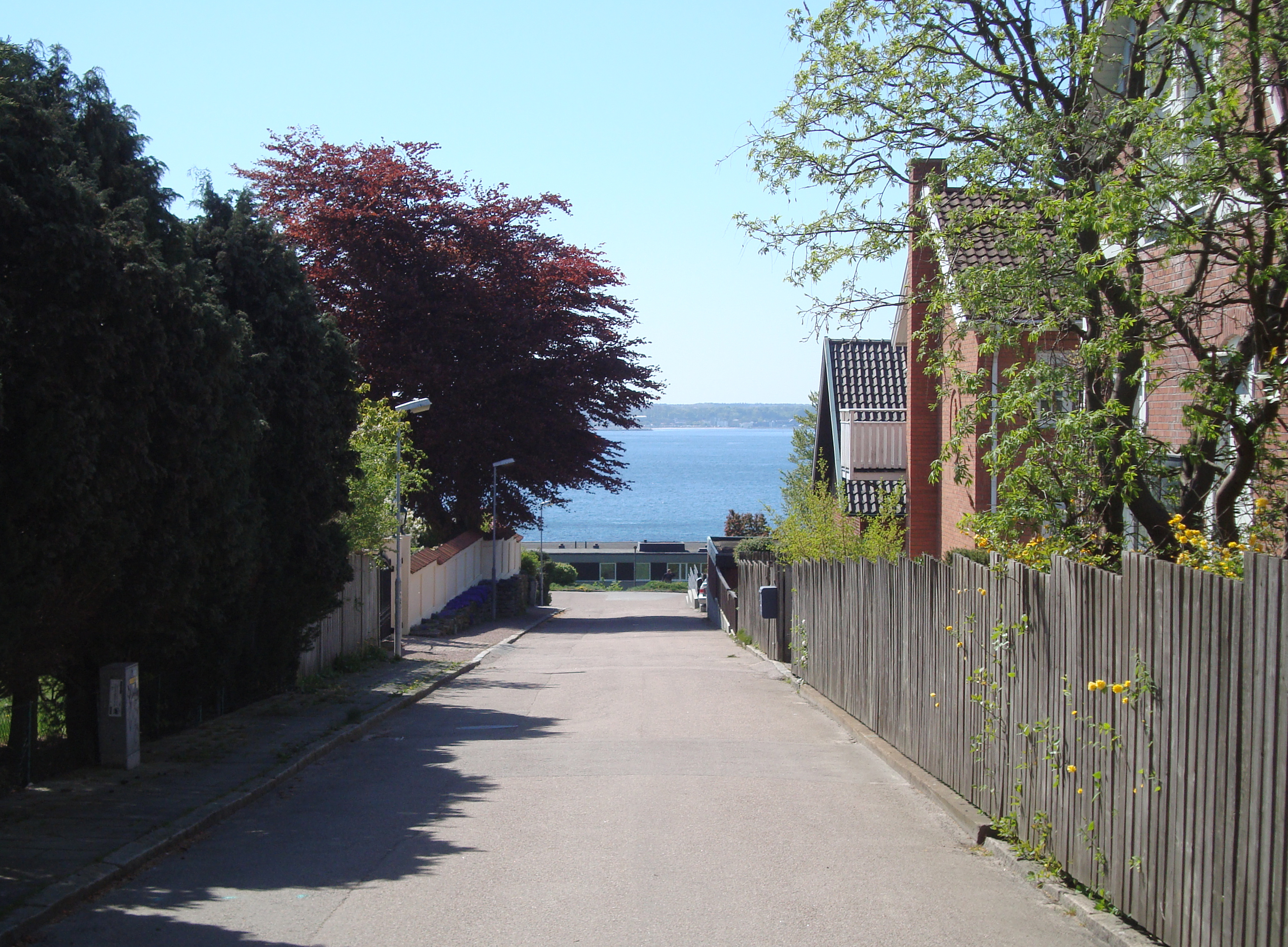
Havsutsikt längs Bengt Lidners gata.
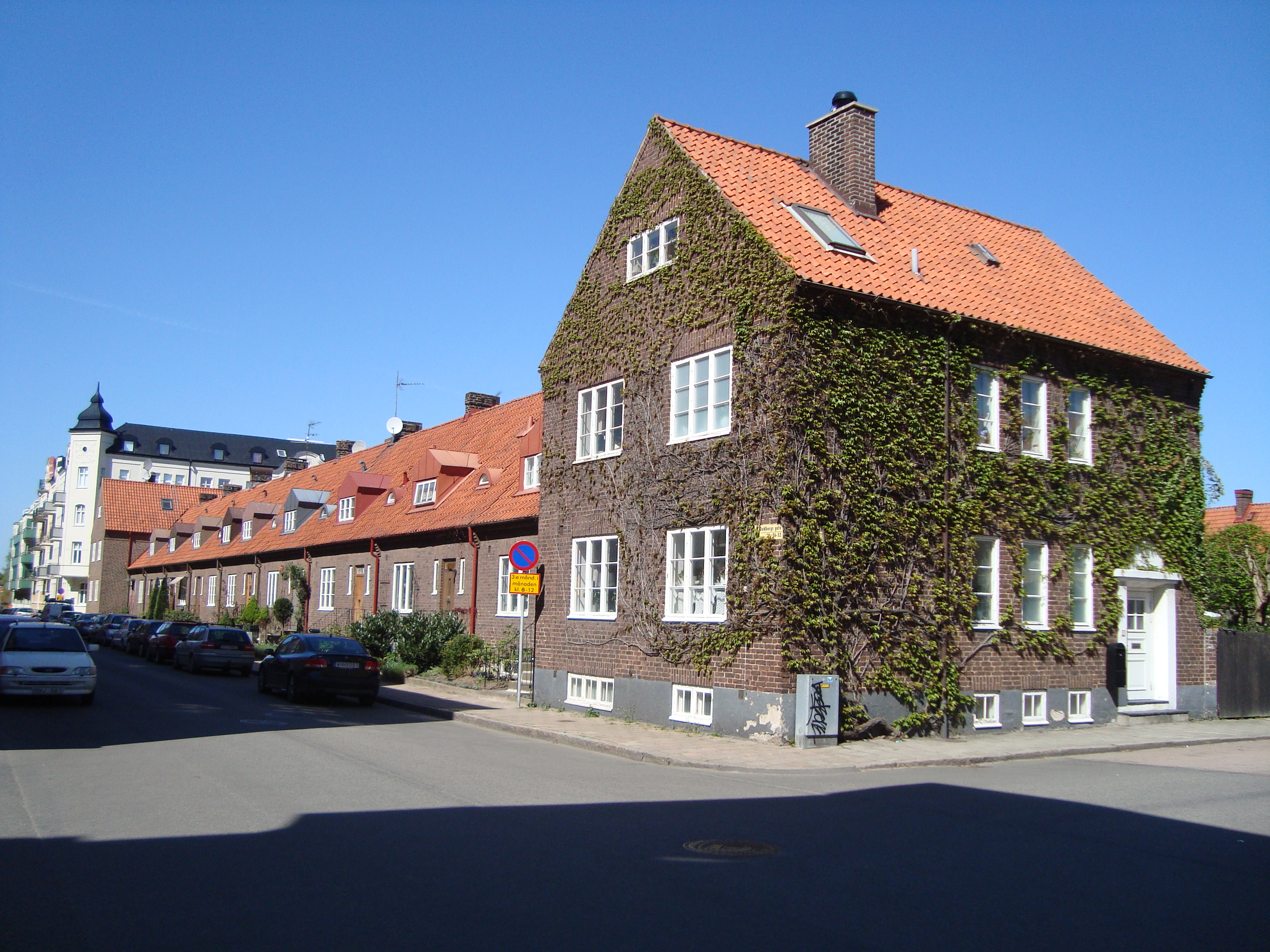
Engelska radhusen.
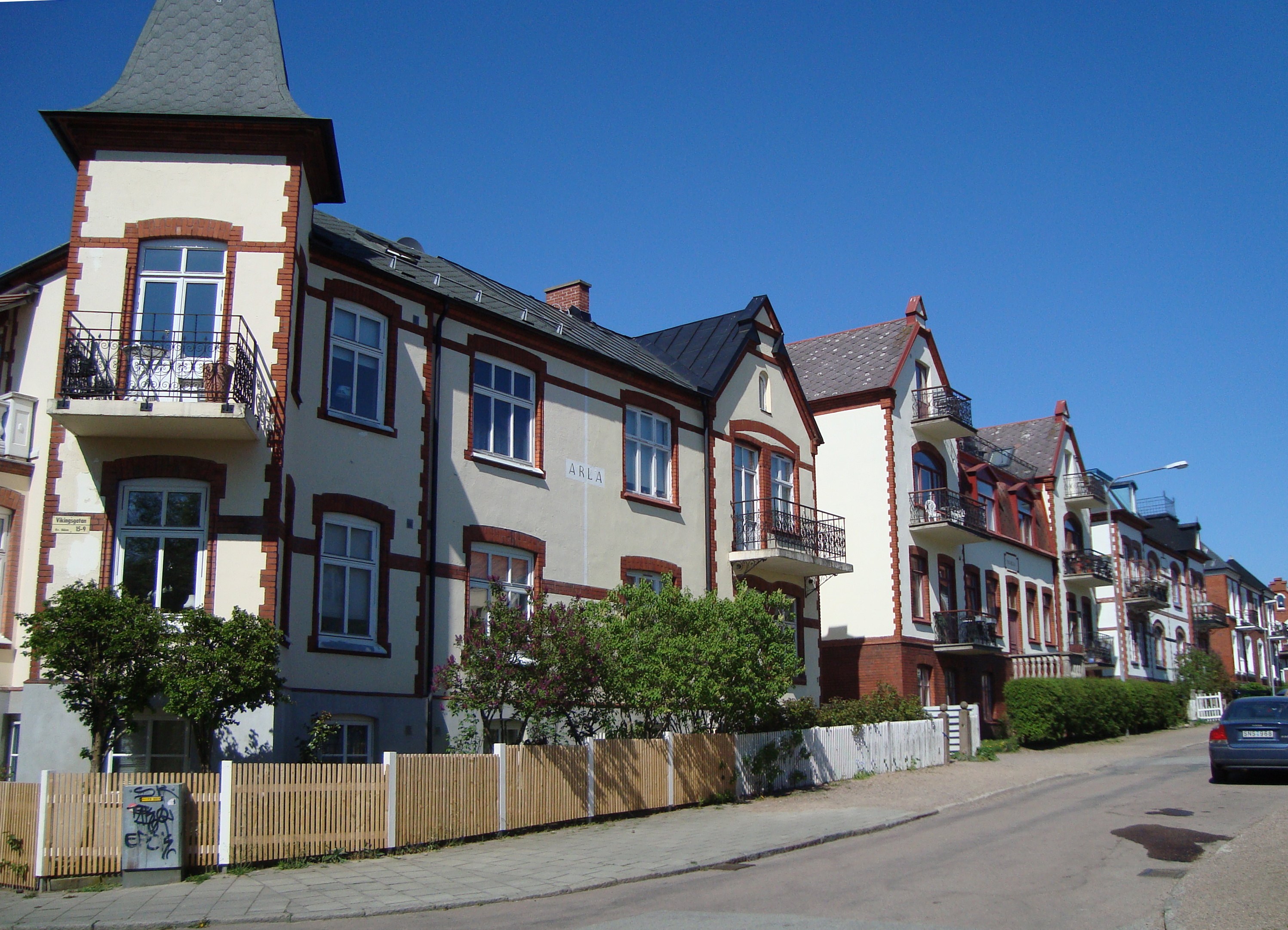
Egnahemsbebyggelse vid Kompanigatan.
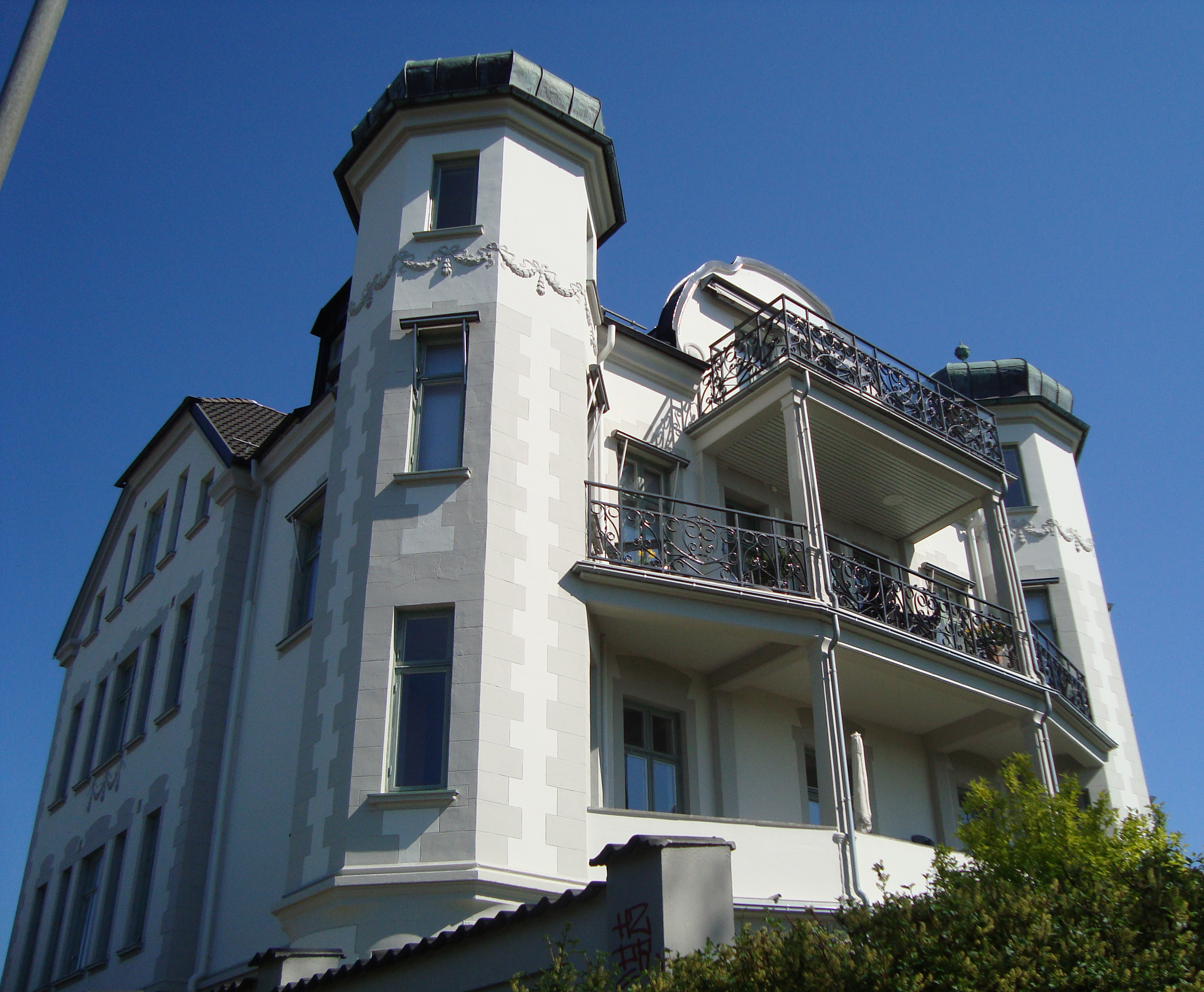
Villa Branteborg.
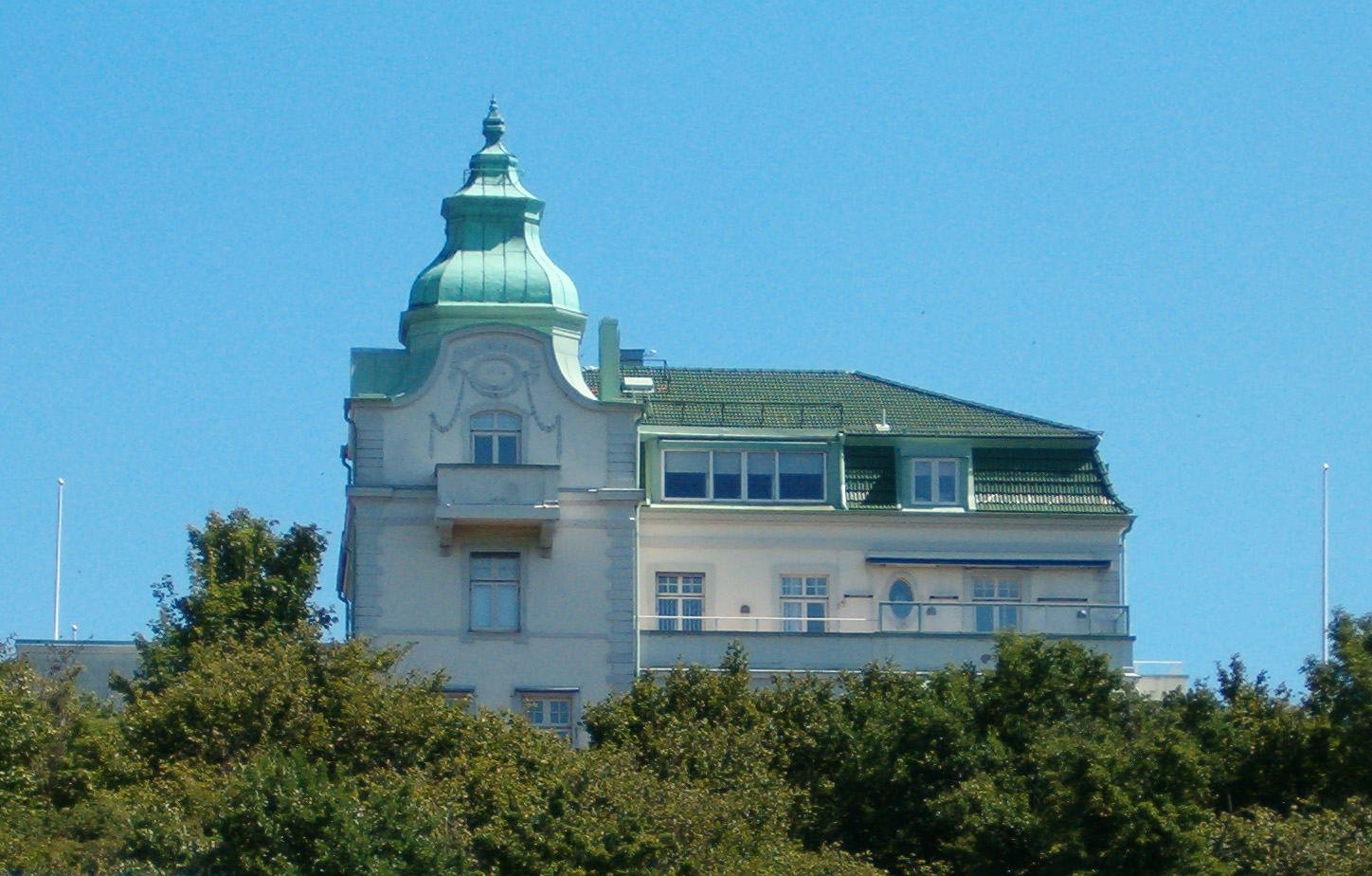
Villa Wingårdh.
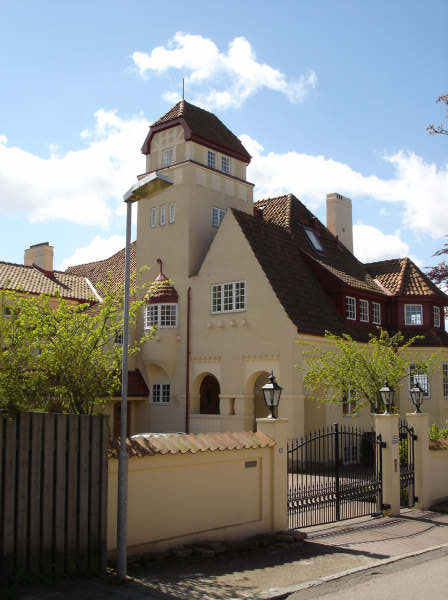
Villa Lindhaga.

## Historia
I mitten av 1700-talet uppfördes landeriet Tågabacken på randen av landborgen på vad som vid den tiden kallades för Stora Möllevången. Det bestod av enkla byggnader, mestadels i korsvirke. Vid mitten av 1800-talet uppförde familjen Barck två nya landerier i området: 1852 byggdes Nyborg och 1859-60 uppfördes Wikingsberg vid kanten av Hälsobäcksravinen. Dessutom byggde man ut Tågabacken med en ny huvudbyggnad, Villa Tågaborg, som senare kom att namnge hela området. I anknytning till Wikingsberg byggde Emelie du Rietz ett mindre landeri vid namn Emmhem, som fortfarande finns kvar i Vikingsbergsparken. Tillsammans med Pålsjö gård ägde dessa landerier den största delen av marken från Tågagatan och norrut.
Viss blygsam bebyggelse förekom i södra delarna av området, här grundades exempelvis ett antal mindre industrier med tillhörande bebyggelse. På 1880-talet började Tågaborgs nya ägare Petter von Möller sälja ut ett antal tomter för bebyggelse, vilket även ägarna av Pålsjö gårds marker, konsulerna Persson och Sylvan, gjorde. I mitten av 1800-talet lades även en ny gata vid namn Tågaborgsvägen (numera Karl X Gustavs gata) ut mellan Tågagatan och Halalid och det var här som de flesta nya byggnaderna uppfördes. 1884 styckade Persson och Sylvan upp sin mark i tomter för försäljning, men intresset för dessa var svagt. Petter von Möller hade däremot större lycka med sin tomtförsäljning och mellan Karl X Gustavs gata och landborgens kant uppfördes i slutet av 1800-talet ett antal villor. Avstyckningen skedde dock utan en överordnad plan, vilket fick von Möller att kontakta stadsingenjören Söderqvist, som fick i uppdrag att rita upp en plan. Planen ritades enligt tidens rutnätsideal, förutom när man tog hänsyn till existerande bebyggelse och tomtdragningar. Från 1898 och drygt 10 år framåt såldes all tomtmark i området. Från början var det mest villor, men även flerbostadsbebyggelse, t.ex. längs Wrangelsgatan. Många av villorna dominerar fortfarande landborgskanten i norra Helsingborg, t.ex. Villa Wingårdh.
Bebyggelsen på Tågaborg och flera andra bostadsområden i Helsingborg uppfördes utan kontroll av staden, vilket kommunfullmäktige försökte stävja genom att utlysa en stadsplanetävling år 1905-1906, på initiativ av konsul Persson. Flera förslag kom in till staden och man gav stadsingenjören i Malmö, major Nilsson, i uppdrag att utforma en plan med utgångspunkt från de olika förslagen. Planen stod klar 1909 och för Tågaborgs del fick denna en stor betydelse. Nilsson tog hänsyn till den befintliga bebyggelsen och dessutom skedde ett flertal kommunikationsförbättringar i form av nya vägar underlättandet av möjligheten att dra spårväg genom stadsdelen, vilket blev verklighet 1921.
I södra Tågaborg var bebyggelsen blandad i och med de industrier som låg här. Bebyggelsen bestod av både enklare och finare flerbostadshus, villor, radhus och egnahemsbostäder. De västra delarna, utmed landborgen dominerades av villor för de mer välbemedlade och i öster låg en arkitektoniskt väl sammanhållen villastadsdel för medelklassen. Dessa strukturer lever till stor del kvar än idag. Flerbostadsbebyggelsen i de södra delarna har däremot ökat med tiden, mest längs Pålsjögatan. Först ett antal hus i jugendstil, sen även bebyggelse i senare stilar. På 1960-talet revs Villa Tågaborg och ungefär samtidigt sanerades stora delar av arbetarbebyggelsen längs Wrangelsgatan och ersattes av senmodernistiska, mer funktionalistiska hus, och senare även miljonprogramshus.

## Befolkningsutveckling
| Befolkningsutvecklingen i Tågaborg 2000–2020 | Befolkningsutvecklingen i Tågaborg 2000–2020 | Befolkningsutvecklingen i Tågaborg 2000–2020 | Befolkningsutvecklingen i Tågaborg 2000–2020 | Befolkningsutvecklingen i Tågaborg 2000–2020 |
| -------------------------------------------- | -------------------------------------------- | -------------------------------------------- | -------------------------------------------- | -------------------------------------------- |
|                                              |                                              |                                              |                                              |                                              |
| År                                           |                                              |                                              | Folkmängd                                    |                                              |
| 2000                                         | 2000                                         |                                              | 7 002                                        |                                              |
| 2001                                         | 2001                                         |                                              | 7 003                                        |                                              |
| 2002                                         | 2002                                         |                                              | 6 957                                        |                                              |
| 2003                                         | 2003                                         |                                              | 7 017                                        |                                              |
| 2004                                         | 2004                                         |                                              | 7 003                                        |                                              |
| 2005                                         | 2005                                         |                                              | 7 113                                        |                                              |
| 2006                                         | 2006                                         |                                              | 7 155                                        |                                              |
| 2007                                         | 2007                                         |                                              | 7 375                                        |                                              |
| 2008                                         | 2008                                         |                                              | 7 358                                        |                                              |
| 2009                                         | 2009                                         |                                              | 7 375                                        |                                              |
| 2010                                         | 2010                                         |                                              | 7 376                                        |                                              |
| 2011                                         | 2011                                         |                                              | 7 429                                        |                                              |
| 2012                                         | 2012                                         |                                              | 7 356                                        |                                              |
| 2013                                         | 2013                                         |                                              | 7 451                                        |                                              |
| 2014                                         | 2014                                         |                                              | 7 733                                        |                                              |
| 2015                                         | 2015                                         |                                              | 7 820                                        |                                              |
| 2016                                         | 2016                                         |                                              | 7 973                                        |                                              |
| 2017                                         | 2017                                         |                                              | 8 030                                        |                                              |
| 2018                                         | 2018                                         |                                              | 8 148                                        |                                              |
| 2019                                         | 2019                                         |                                              | 8 124                                        |                                              |
| 2020                                         | 2020                                         |                                              | 8 068                                        |                                              |

## Demografi
Tågaborg har av Helsingborgs stad delats upp i två statistikområden, Tågaborg Norr och Tågaborg Söder, där gränsen mellan de båda går längs Tågagatan. Det södra området domineras till största delen av flerbostadsbebyggelse, med endast några fåtal enfamiljshus och en del radhus, medan det norra istället till största delen består av enfamiljshus och ett antal radhus, med ett flerbostadshusområde kring gatorna mellan Karl X Gustavs gata och Pålsjögatan fram till Halalid i norr. Denna avgränsning gör att de två områdena skiljer sig åt i demografisk sammansättning.

### Befolkningssammansättning
Totalt hade stadsdelen Tågaborg 8 068 invånare den 1 januari 2020, vilket utgjorde 7,1 % av befolkningen i hela Helsingborgs tätort (här alla statistikområden i Helsingborgs kommuns innerområde, motsvarande Helsingborgs tätort inklusive vissa närliggande småorter). Tågaborg Norrs befolkning var 3 634, medan Tågeborg Söders var 4 434. Medelåldern var vid samma tid 44,2 år för Tågaborg Norr och 42,0 år för Tågaborg Söder, vilket gör att båda områdena låg något över medelåldern i Helsingborg som helhet på 40,7 år. Åldersfördelningen skiljer sig även mellan de två områdena. För Tågaborg Norr var åldersgrupperna från 0 till 49 år generellt sett något underrepresenterade jämfört med staden som helhet, och följaktligen är åldergrupperna från 50 år och uppåt något överrepresenterade. Åldersgruppen 50 till 59 år var områdets största. Tågaborg Söder hade istället en specifik åldersgrupp som var mycket över medel för staden, 20 till 29 år, vilket också var områdets största, samt det område med fjärde största andel av denna åldersgrupp efter Eneborg, Högaborg och Olympia. Däremot var barn och yngre i åldersgrupperna 0 till 19 år i området en bra bit under medel för staden.
Båda områdena och Tågaborg som helhet hade en mindre andel personer med utländsk bakgrund, alltså personer som antingen är födda utanför Sverige eller har föräldrar som båda är födda utanför Sverige, än Helsingborg som helhet. Tågaborg Norr hade däremot en ännu lägre andel med 12,7 % jämfört med Tågaborg Söders 19,1 %, medan andelen för hela staden var 30,3 %. Tågaborg Norr var också det område med tredje lägsta andelen invånare med utländsk bakgrund i staden efter Råå och Norr. Av de som var födda utanför Sverige var en större andel födda i Norden för både Tågaborg Norr och Söder, medan särskilt för Tågaborg Norr var andelen födda utanför Europa lägre än Helsingborg som helhet.
| Åldersfördelning (2020) |        |  |  |  |
| Åldersgrupp             | Andel  |  |  |  |
| 0–9                     | 8,4 %  |  |  |  |
| 0–9                     | 11,5 % |  |  |  |
| 10–19                   | 10,5 % |  |  |  |
| 10–19                   | 10,7 % |  |  |  |
| 20–29                   | 13,6 % |  |  |  |
| 20–29                   | 14,7 % |  |  |  |
| 30–39                   | 11,7 % |  |  |  |
| 30–39                   | 14,1 % |  |  |  |
| 40–49                   | 11,4 % |  |  |  |
| 40–49                   | 12,1 % |  |  |  |
| 50–59                   | 15,4 % |  |  |  |
| 50–59                   | 12,5 % |  |  |  |
| 60–69                   | 13,0 % |  |  |  |
| 60–69                   | 10,3 % |  |  |  |
| 70–79                   | 10,5 % |  |  |  |
| 70–79                   | 8,8 %  |  |  |  |
| 80–                     | 5,5 %  |  |  |  |
| 80–                     | 5,1 %  |  |  |  |
|                         |        |  |  |  |
|                         |        |  |  |  |
| Medelålder              | 44,2   |  |  |  |
| Medelålder              | 40,7   |  |  |  |

| Utländsk bakgrund (2020)                |        |  |  |  |
|                                         |        |  |  |  |
| Andel                                   | 12,7 % |  |  |  |
| Andel                                   | 30,3 % |  |  |  |
| Födelseland (för födda utanför Sverige) |        |  |  |  |
| Region                                  | Andel  |  |  |  |
| Övriga Norden                           | 15,9 % |  |  |  |
| Övriga Norden                           | 7,3 %  |  |  |  |
| Övriga Europa                           | 42,4 % |  |  |  |
| Övriga Europa                           | 37,8 % |  |  |  |
| Övriga Världen                          | 41,7 % |  |  |  |
| Övriga Världen                          | 54,8 % |  |  |  |

| Åldersfördelning (2020) |        |  |  |  |
| Åldersgrupp             | Andel  |  |  |  |
| 0–9                     | 7,5 %  |  |  |  |
| 0–9                     | 11,5 % |  |  |  |
| 10–19                   | 7,6 %  |  |  |  |
| 10–19                   | 10,7 % |  |  |  |
| 20–29                   | 20,6 % |  |  |  |
| 20–29                   | 14,7 % |  |  |  |
| 30–39                   | 15,0 % |  |  |  |
| 30–39                   | 14,1 % |  |  |  |
| 40–49                   | 11,6 % |  |  |  |
| 40–49                   | 12,1 % |  |  |  |
| 50–59                   | 13,7 % |  |  |  |
| 50–59                   | 12,5 % |  |  |  |
| 60–69                   | 10,5 % |  |  |  |
| 60–69                   | 10,3 % |  |  |  |
| 70–79                   | 9,4 %  |  |  |  |
| 70–79                   | 8,8 %  |  |  |  |
| 80–                     | 4,0 %  |  |  |  |
| 80–                     | 5,1 %  |  |  |  |
|                         |        |  |  |  |
|                         |        |  |  |  |
| Medelålder              | 42,0   |  |  |  |
| Medelålder              | 40,7   |  |  |  |

| Utländsk bakgrund (2020)                |        |  |  |  |
|                                         |        |  |  |  |
| Andel                                   | 19,1 % |  |  |  |
| Andel                                   | 30,3 % |  |  |  |
| Födelseland (för födda utanför Sverige) |        |  |  |  |
| Region                                  | Andel  |  |  |  |
| Övriga Norden                           | 11,2 % |  |  |  |
| Övriga Norden                           | 7,3 %  |  |  |  |
| Övriga Europa                           | 36,6 % |  |  |  |
| Övriga Europa                           | 37,8 % |  |  |  |
| Övriga Världen                          | 52,2 % |  |  |  |
| Övriga Världen                          | 54,8 % |  |  |  |

### Utbildning och inkomst
Tågaborg som helhet hade den 31 december 2020 en generellt sett högre utbildningsnivå än Helsingborg som helhet. Andelen invånare mellan 20 och 64 år med förgymnasial utbildning var lägre än genomsnittet för staden och andelen med eftergymnasial utbildning var avsevärt större än genomsnittet för hela stadsdelen. Särskilt tydligt syns det i Tågaborg Norr, vilket var det område i Helsingborg som hade högst andel med eftergymnasial utbildning längre än tre år. Efter Råå och Sofieberg var Tågaborg Norr också den stadsdel med lägst andel med endast förgymnasial utbildning i staden.
Medelinkomsterna för Tågaborg låg 2020 över medel för Helsingborg som helhet, men skillnaden var däremot stor mellan de två områdena inom stadsdelen. Tågaborg Norr hade den högsta medelinkomsten i Helsingborg med 522 600 kronor, medan medelinkomsten för Tågaborg Söder istället låg något under medlet för staden med 394 100 kronor jämfört med 402 800 kronor för Helsingborg som helhet. I Tågaborg Norr var männens medelinkomst den överlägset största i staden med 628 800 kronor medan kvinnornas var den näst högsta efter Råå med 423 700 kronor. Det var däremot också det område i Helsingborg med den överlägset störst inkomstskillad mellan män och kvinnor, då kvinnornas medellön var 67,4 % av männens. Löneskillnaden för Tågaborg Söder var med 85,1 % istället mycket mindre och dessutom mindre än för hela Helsingborgs tätort, där löneskillnaden var ungefär 80 %. Kvinnorna i Tågaborg Söder tjänade något mer än genomsnittet för staden, medan männens medellön var nogåt lägre än genomsnittet.
| Utbildningsnivå (2020) |        |  |  |  |
| Utbildning             | Andel  |  |  |  |
| Förgymnasial           | 6,2 %  |  |  |  |
| Förgymnasial           | 13,2 % |  |  |  |
| Gymnasial (≤2 år)      | 10,9 % |  |  |  |
| Gymnasial (≤2 år)      | 16,8 % |  |  |  |
| Gymnasial (3 år)       | 26,4 % |  |  |  |
| Gymnasial (3 år)       | 25,8 % |  |  |  |
| Eftergymn. (<3 år)     | 17,8 % |  |  |  |
| Eftergymn. (<3 år)     | 16,8 % |  |  |  |
| Eftergymn. (≥3 år)     | 37,4 % |  |  |  |
| Eftergymn. (≥3 år)     | 24,4 % |  |  |  |
| Ingen uppgift          | 1,3 %  |  |  |  |
| Ingen uppgift          | 3,0 %  |  |  |  |

| Förvärvsinkomst (2020) |         |  |  |  |
| Kön                    | Inkomst |  |  |  |
| Kvinnor                | 423,7   |  |  |  |
| Kvinnor                | 356,9   |  |  |  |
| Män                    | 628,8   |  |  |  |
| Män                    | 446,6   |  |  |  |
| Samtliga               | 522,6   |  |  |  |
| Samtliga               | 402,8   |  |  |  |

| Utbildningsnivå (2020) |        |  |  |  |
| Utbildning             | Andel  |  |  |  |
| Förgymnasial           | 8,0 %  |  |  |  |
| Förgymnasial           | 13,2 % |  |  |  |
| Gymnasial (≤2 år)      | 12,8 % |  |  |  |
| Gymnasial (≤2 år)      | 16,8 % |  |  |  |
| Gymnasial (3 år)       | 28,9 % |  |  |  |
| Gymnasial (3 år)       | 25,8 % |  |  |  |
| Eftergymn. (<3 år)     | 17,8 % |  |  |  |
| Eftergymn. (<3 år)     | 16,8 % |  |  |  |
| Eftergymn. (≥3 år)     | 30,7 % |  |  |  |
| Eftergymn. (≥3 år)     | 24,4 % |  |  |  |
| Ingen uppgift          | 1,8 %  |  |  |  |
| Ingen uppgift          | 3,0 %  |  |  |  |

| Förvärvsinkomst (2020) |         |  |  |  |
| Kön                    | Inkomst |  |  |  |
| Kvinnor                | 364,0   |  |  |  |
| Kvinnor                | 356,9   |  |  |  |
| Män                    | 427,7   |  |  |  |
| Män                    | 446,6   |  |  |  |
| Samtliga               | 394,1   |  |  |  |
| Samtliga               | 402,8   |  |  |  |

### Sysselsättning och hälsa
Arbetslösheten för personer mellan 20 och 64 år var år 2020 avsevärt lägre för Tågaborg än genomsnittet för Helsingborg. Tågaborg Norr hade en arbetslöshet på 5,9 % med en öppen arbetslöshet på 3,7 % och Tågaborg Söder hade en arbetslöshet på 7,0 % med en öppen arbetslöshet på 4,1 %. I båda områdena var arbetslösheten för kvinnor lägre än den för män. Andelen förvärvsarbetande uppgick 2019 till totalt 79,5 % för hela stadsdelen. Av de med arbete i stadsdelen pendlade 3 925 personer till arbeten utanför stadsdelen år 2020, medan 684 pendlade in från utanför Tågaborg till arbeten i stadsdelen.
Det genomsnittliga antalet utbetalda dagar med sjukpenning, arbetsskadesjukpenning, rehabiliteringspenning, sjukersättning och aktivitetsersättning från socialförsäkringen för stadsdelen uppgick år 2020 till 14 dagar för Tågaborg Norr och 18 dagar för Tågaborg Söder, vilket båda var lägre än de 23 dagar som gällde för Helsingborg som helhet. Ohälsotalet var större för kvinnorna än för männen för båda områdena.
| Arbetslöshet (2020) |        |  |  |  |
| Kön                 | Andel  |  |  |  |
| Kvinnor             | 5,6 %  |  |  |  |
| Kvinnor             | 9,8 %  |  |  |  |
| Män                 | 6,3 %  |  |  |  |
| Män                 | 10,2 % |  |  |  |
| Samtliga            | 5,9 %  |  |  |  |
| Samtliga            | 11,1 % |  |  |  |

| Ohälsotal (2020) |       |  |  |  |
| Kön              | Dagar |  |  |  |
| Kvinnor          | 18    |  |  |  |
| Kvinnor          | 27    |  |  |  |
| Män              | 10    |  |  |  |
| Män              | 19    |  |  |  |
| Samtliga         | 14    |  |  |  |
| Samtliga         | 23    |  |  |  |

| Arbetslöshet (2020) |        |  |  |  |
| Kön                 | Andel  |  |  |  |
| Kvinnor             | 6,6 %  |  |  |  |
| Kvinnor             | 9,8 %  |  |  |  |
| Män                 | 7,4 %  |  |  |  |
| Män                 | 10,2 % |  |  |  |
| Samtliga            | 7,0 %  |  |  |  |
| Samtliga            | 11,1 % |  |  |  |

| Ohälsotal (2020) |       |  |  |  |
| Kön              | Dagar |  |  |  |
| Kvinnor          | 22    |  |  |  |
| Kvinnor          | 27    |  |  |  |
| Män              | 15    |  |  |  |
| Män              | 19    |  |  |  |
| Samtliga         | 18    |  |  |  |
| Samtliga         | 23    |  |  |  |